# Duell der Mignons

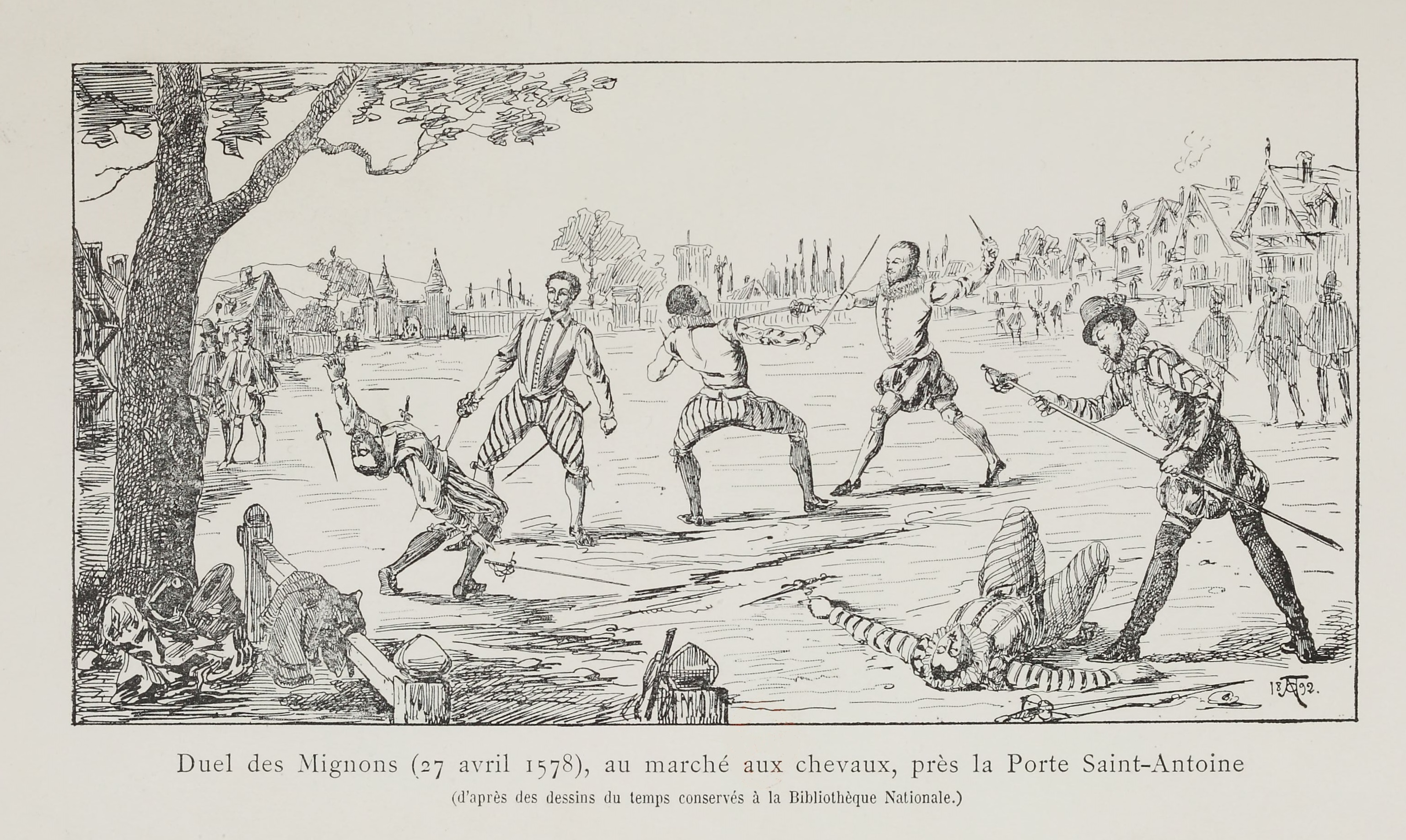
Darstellung des Duells

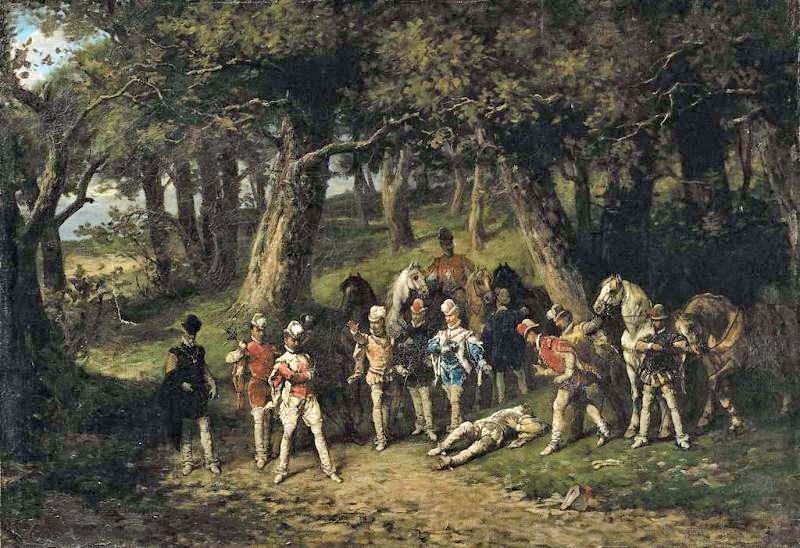
Gemälde von Władysław Bakałowicz

Das Duell der Mignons ist eines der bekanntesten Duelle der französischen Geschichte und fand am Sonntag, dem 27. April 1578 in Paris statt. An jenem Tag standen sich drei der Mignons des französischen Königs Heinrich III. und drei weitere Mitglieder der königlichen Entourage gegenüber.

## Hintergrund
Grund für dieses Duell waren die seit geraumer Zeit schwelenden Streitigkeiten zwischen Heinrich III. und seinem jüngeren Bruder François sowie ihren Anhängern. Die Favoriten François’ rekrutierten sich mehrheitlich aus ehemals engen Freunden und Vertrauten Heinrichs III., die wahrscheinlich durch interne Rivalitäten unter den Favoriten keinen Zugang mehr zum König hatten, und damit im Kampf um politische Macht in Frankreich den Mignons unterlegen gewesen waren.
Konkreter Anlass war jedoch ein belangloses Wortgefecht zwischen Charles de Balzac, Baron d’Entragues, und Heinrichs Mignon Jacques de Lévis, comte de Caylus, der sich über den Umgang Balzacs mit einer „Dame, die eher schön denn keusch“ war, lustig machte. Charles de Balzac forderte deshalb Jacques de Lévis am 26. April 1578 auf dem Hof des Louvre zu einem Duell heraus. Als Termin wurde der nächste Tag festgelegt.

## Ablauf und Ausgang des Duells
Das Duell begann um 5 Uhr morgens auf dem Marché aux Chevaux (deutsch: „Pferdemarkt“) am Hôtel des Tournelles nahe der Bastille. Lévis sekundierten zwei weitere Mignons, Louis de Maugiron und Jean d’Arcès, Baron de Livarot, während Charles de Balzac von dem Guise-treuen François d’Aydie (Vicomte de Ribérac) und Georges de Schomberg (* 1543) begleitet wurde, einem Bruder von Caspar und Hans Wolf von Schönberg.
Schomberg wurde während des Kampfes von Arcès getötet und Maugiron durch Aydie, der aber selbst auch schwer verwundet wurde und am Mittag des nächsten Tages seinen Verletzungen erlag. Arcès überlebte den Kampf zwar, verbrachte aber aufgrund einer schweren Kopfverletzung die darauf folgenden sechs Wochen im Krankenhaus und war für den Rest seines Lebens entstellt. Lévis, der durch 19 Schwerthiebe Balzacs schwer verwundet worden war, kämpfte unter ärztlicher Aufsicht im Hôtel de Boissy 33 Tage lang um sein Leben, erlag aber am 29. Mai seinen Verletzungen. Lediglich Charles de Balzac kam mit leichten Verletzungen davon. Noch auf dem Sterbebett beklagte sich Lévis darüber, sein Gegner habe unfair gekämpft, da er im Gegensatz zu Lévis neben dem Schwert noch einen Dolch benutzt habe.
| Mignons                                                                         | Gegner                                                                          |
| ------------------------------------------------------------------------------- | ------------------------------------------------------------------------------- |
| Jacques de Lévis (comte de Caylus) – 33 Tage später seinen Verletzungen erlegen | Charles de Balzac (Baron d’Entragues) – Leicht verwundet                        |
| Louis de Maugiron – Im Duell getötet                                            | François d’Aydie (Vicomte de Ribérac) – Am Folgetag seinen Verletzungen erlegen |
| Jean d’Arcès, Baron de Livarot – Schwer verwundet und lebenslang entstellt      | Georges de Schomberg – Im Duell getötet                                         |

## Zeitgenössische Beurteilung
Das Duell der Mignons wurde in Frankreich deshalb so bekannt, weil es unter den Zeitgenossen großes Aufsehen erregte und mehrheitlich auf strikte Ablehnung stieß. Noch Jahre später wurde es kontrovers diskutiert, denn erstmals in der französischen Geschichte beteiligten sich die Sekundanten aktiv am Kampf, der mit außergewöhnlicher Brutalität geführt wurde. Ihre eigentliche Aufgabe war es, die regelkonforme Durchführung des Duells zu überwachen und zu gewährleisten, doch in diesem Fall griffen sie selbst zur Waffe, obwohl sie keinen Streit miteinander hatten. Ihr Verhalten wurde von vielen scharf kritisiert, weil es dem zu jener Zeit hinter einem Duell stehenden Gedanken – die Verteidigung der Ehre – vollkommen zuwiderlief. Zudem waren die Duellanten völlig ungerüstet in den Kampf gegangen. Mit der Begründung, dies sei als Ausdruck einer lebensverachtenden Einstellung zu deuten, wurde ihnen auch der Vorwurf gemacht, sie hätten sich an Gott versündigt.
Das Duell nahm Heinrich III. auf einen Schlag zwei seiner engsten Freunde, er wagte es jedoch nicht, den Überlebenden Balzac zur Rechenschaft zu ziehen.